# تنوفوویر
تنوفوویر دیسوپروکسیل فومارات (نام علمی: Tenofovir disoproxil fumarate)، که توسط شرکت گیلیاد ساینسس با نام تجاری ویریاد (نام علمی: Viread) به بازار عرضه شده‌است، به یک نوع از داروهای  ضدویروسی شناخته شده به عنوان آنالوگ نوکلئوتید آنزیم وارونویس (NRTIs)متعلق است که فعالیت آنزیم اچ‌آی‌وی ترانس کریپتاز برگشتی و ویروس هپاتیت بی پلی مراز را مهار می‌کند.